# آتشفشان چینه‌ای

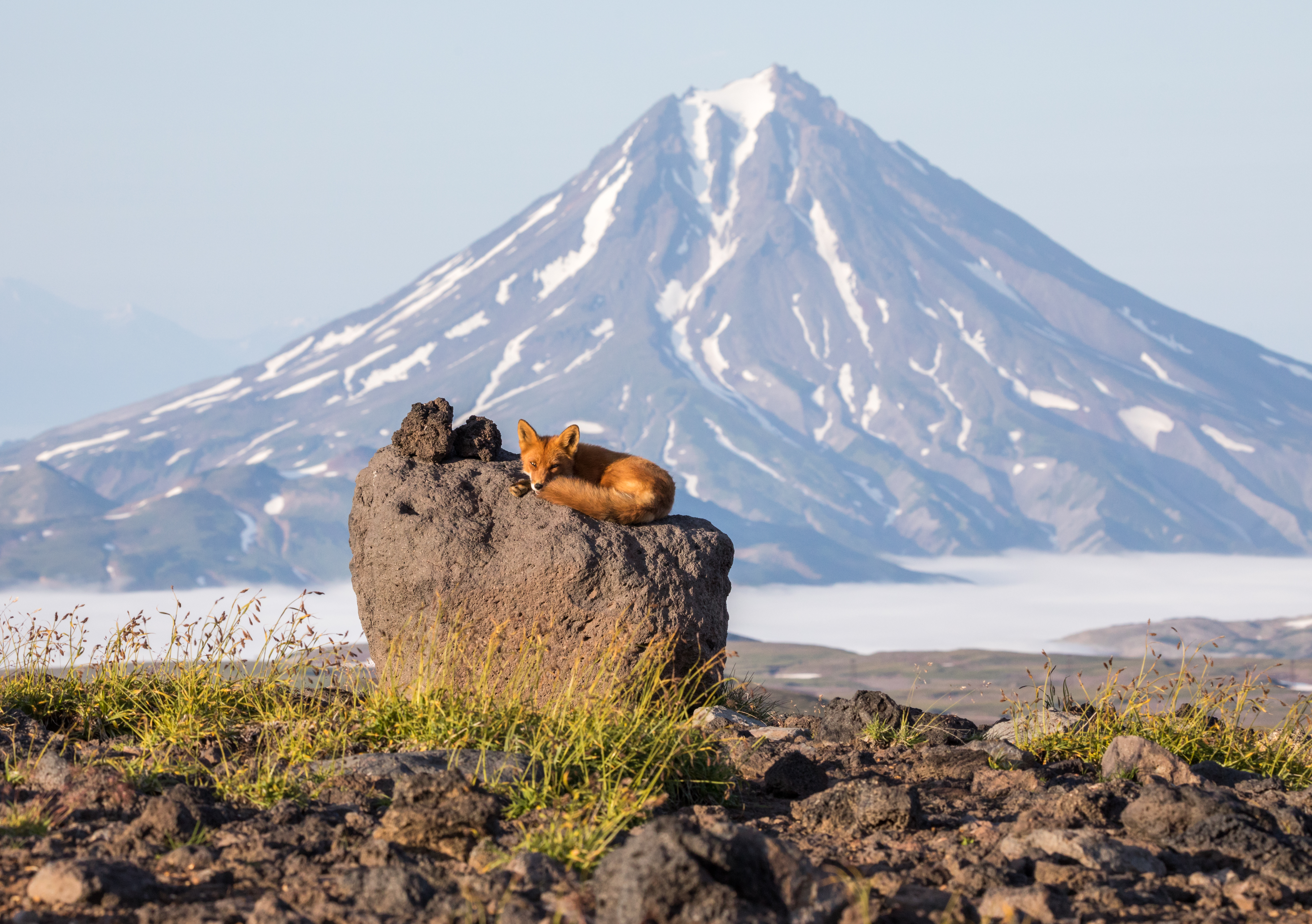
نگاره‌ای از یک روباه سرخ در حین استراحت بر روی تخته سنگی در مقابل آتشفشان چینه‌ای ویلیوچیک در شبه‌جزیرهٔ کامچاتکای روسیه.

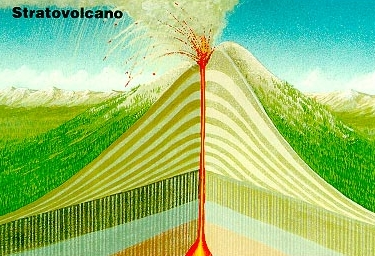
ساختار یک آتشفشان چینه‌ای

آتشفشان چینه‌ای (Stratovolcano)، استراتوولکان یا آتشفشان ترکیبی (مرکب)، آتشفشانی مرتفع و مخروطی‌شکل است که از روی هم قرارگرفتن لایه‌های سفت‌شده‌ای از گدازه، آذرآوار، سنگ آذرین و خاکستر آتشفشانی به‌وجود آمده‌است. مشخصهٔ آتشفشان‌های چینه‌ای برخلاف آتشفشان‌های سپری شیب زیاد و فوران‌های انفجاری آن است. گدازه‌ای که از دهانهٔ این نوع آتشفشان جاری می‌شود به‌دلیل چسبناکی و ناروانیش خیلی زود سردشده و پیش از آنکه مسافت زیادی را بپیماید سخت می‌شود. ماگمای تشکیل‌دهندهٔ این گدازه‌ها غالباً فلسیک بوده و از میزان بالا تا متوسطی سیلیس برخوردارند و مقادیر کمتری نیز ماگمای مافیک که چسبناکیش کمتر است در آن‌ها یافت می‌شود. جریان گستردهٔ گدازهٔ فلسیکی غیرمعمول است اما در صورت وقوع تا ۱۵ کیلومتر را نیز خواهد پیمود.
آتشفشان‌های چینه‌ای را گاه آتشفشان‌های ترکیبی یا مرکب نیز می‌نامند و دلیل آن، ساختار مرکب لایه‌های تشکیل‌دهندهٔ آشتفشان است که به توالی از بیرون‌ریزش مواد فورانی شکل گرفته‌است. این آتشفشان‌ها در مقایسه با آتشفشان‌های سپری‌شکل، معمول‌ترین نوع آتشفشان‌ها به‌شمار می‌آیند و معروفترین آنها، دو آتشفشان کراکاتوآ با فوران فاجعه‌بارش در سال ۱۸۸۳ و وزوو که فوران سال ۷۹ میلادی آن منجر به نابودی شهرهای پمپئی و هرکولانیوم شد می‌باشد.

## آفرینش

محل قطع شدن منطقه فرورانش و استراتوولکانوهای متصل

آتشفشان‌های استراتو در منطقه فرورانش مرسوم هستند و زنجیره‌ها و خوشه‌هایی را در راستای مرزهای تکتونیکی صفحه ایجاد می کنند که در آن پوسته اقیانوسی زیر پوسته قاره‌ای کشیده می‌شود (آتشفشانی قوس قاره‌ای، همانند محدوده آبشار، آند، کامپانیا) یا صفحه اقیانوسی نظیر (قوس جزیره آتشفشان، همانند ژاپن، فیلیپین، جزایر آلوتی). استراتوولکانوهای ایجاد کننده ماگما وقتی بالا می‌آیند که آب بند گردیده هم در مواد معدنی هیدراته و هم در سنگ سوراخ سوراخ بازالت پوسته اقیانوسی بالایی در گوشته سنگ آستنوسفر در بالای زمین آزاد می گردد. دال اقیانوسی در حال غرق شدن.
رها شدن آب از مواد معدنی هیدراته، "آب زدایی" نامبرده می شود و در فشارها و دماهای ویژه برای هر ماده معدنی اتفاق می افتد، چون صفحه به اعماق زیاد فرو می رود. آب آزاد گردیده از سنگ، نقطه ذوب سنگ گوشته پوشاننده را پایین می آورد، که بعد از آن گرفتار ذوب نسبی می شود و به علت چگالی سبک تر نسبت به سنگ گوشته اطراف بالا می رود و به شکل موقت در شالوده لیتوسفر استخر می گردد. و بعد از آن ماگما از بین پوسته بالا می آید و سنگ‌های پوسته‌ای مالدار از سیلیس را در خود جای می‌دهد که منتهی به یک ترکیب متوسط نهایی می گردد. زمانیکه ماگما به سطح بالایی نزدیک می شود، در یک محفظه ماگما در پوسته زیر آتشفشان استراتو جمع می شود.
فرآیندهایی که باعث جوشش نهایی می شوند همچنان موضوعی پژوهشی می باشند. مکانیسم های ممکن مثل:
- جدا شدن ماگما، که در آن سبک‌ترین، مالدار ترین ماگما و مواد فرار همانند آب، هالوژن‌ها و دی‌اکسید گوگرد در بالاترین بخش محفظه ماگما تجمع پیدا می کنند. این می تواند به شکل چشمگیری فشار را زیاد کند.
- تبلور کسری ماگما. زمانیکه مواد معدنی بی آب همانندفلدسپات از ماگما متبلور می گردند، این مواد فرار را در مایع باقی مانده متمرکز می نمایند، که می تواند منجر به "جوش دوم" شود که باعث می گردد فاز گاز (دی اکسید کربن یا آب) از مایع جدا گردد. ماگما و افزایش فشار محفظه ماگما.[۵]
- تزریق  کردن ماگمای تازه به محفظه ماگما، که ماگمای سردتر موجود را مخلوط و گرم می نماید. این می تواند مواد فرار را از محلول خارج کند و چگالی ماگمای سردتر را کاهش دهد که هر دو باعث افزایش فشار می شوند. مدارک قابل توجهی برای اختلاط ماگما درست قبل از فوران های زیاد موجود می باشد، از غبیل کریستال های الیوین غنی از منیزیم در گدازه سیلیسی تازه فوران شده که هیچ حاشیه واکنشی نشان نمی دهند. این تنها در صورتی امکان پذیر است که گدازه بلافاصله بعد از آمیختن فوران کند چون الیوین به سرعت با ماگمای سیلیسی واکنش می دهد و لبه ای از پیروکسن را ایجاد می کند.
- ذوب پیشرونده پیرامون سنگ کشور (زمین شناسی).

این محرک‌های داخلی ممکن است از جانب محرک‌های خارجی همانند فروپاشی بخش، زلزله ها، یا برهم‌کنش با آب‌های زیرزمینی درست گردند. بعضی از این محرک ها فقط در شرایط محدودی کار می کنند. همانند، فروپاشی قسمت (مکانی که قسمتی از کناره آتشفشان در یک زمین لغزش عظیم فرو می ریزد) می تواند تنها باعث جوشش یک اتاقک ماگمایی بسیار کم عمق گردد. تمایز ماگما و باز شدن حرارتی نیز به عنوان محرک برای جوشش از اتاقک های ماگما عمیق بی اثر می باشند.
ساخت و ساز دقیق هرچه که باشد، فشار در محفظه ماگما تا نقطه آشفتگی زیاد می گردد که سقف محفظه ماگما خرد می شود و محتویات محفظه ماگما راهی به سطح ایجاد می‌کند که از راه آن فوران می‌کند.